# Leichtathletik-Europameisterschaften 1934/Weitsprung der Männer

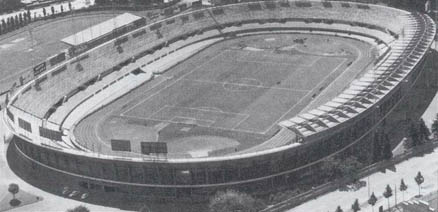
Turiner Olympiastadion – damalige Bezeichnung
Stadio Benito Mussolini

Der Weitsprung der Männer bei den Leichtathletik-Europameisterschaften 1934 wurde am 8. September 1934 im Turiner Stadio Benito Mussolini ausgetragen.
Im Weitsprung gab es mit Gold und Bronze zwei Medaillen für das Deutsche Reich. Europameister wurde Wilhelm Leichum. Er siegte vor dem Norweger Otto Berg. Bronze gewann Luz Long.

## Rekorde

### Bestehende Rekorde
| Weltrekord           | 7,98 m                                              | Nambu Chūhei                                        | Tokio, Japan                                        | 27. Oktober 1931                                    |
| Europarekord         | 7,65 m                                              | Luz Long                                            | Köln, Deutsches Reich                               | 12. August 1933                                     |
| Meisterschaftsrekord | Einen Europameisterschaftsrekord gab es noch nicht. | Einen Europameisterschaftsrekord gab es noch nicht. | Einen Europameisterschaftsrekord gab es noch nicht. | Einen Europameisterschaftsrekord gab es noch nicht. |

### Erster Europameisterschaftsrekord
Im Wettbewerb am 8. September wurde der folgende erste Europameisterschaftsrekord aufgestellt:

7,45 m – Wilhelm Leichum (Deutsches Reich)

## Durchführung
In den Quellenangaben (europäischer Leichtathletikverband EAA sowie bei todor66) zum Weitsprung findet sich jeweils nur eine Ergebnisliste mit dem Finalresultat für alle fünfzehn Teilnehmer. Eine Qualifikation wird dort nicht aufgeführt. Demnach sind alle fünfzehn Wettkämpfer gemeinsam in einer Gruppe zum Finale angetreten. Wie viele Versuche den Athleten zur Verfügung standen und ob es nach der dritten Runde, wie damals zum Beispiel bei Olympischen Spielen üblich, mit den besten sechs Springern in ein Finale mit drei weiteren Durchgängen ging, wird nicht klar.
Bei den Olympischen Spielen in dieser Zeit war es in den Sprung- und Wurfdisziplinen übliche Praxis, zunächst am Morgen des Wettkampftages eine Qualifikationsrunde durchzuführen, wenn die Zahl der Teilnehmer nicht zu gering war. Diese Vorausscheidung wurde in zwei Gruppen ausgetragen. Das Finale fand dann mit den dafür qualifizierten Sportlern in aller Regel am Nachmittag desselben Tages statt.

## Finale

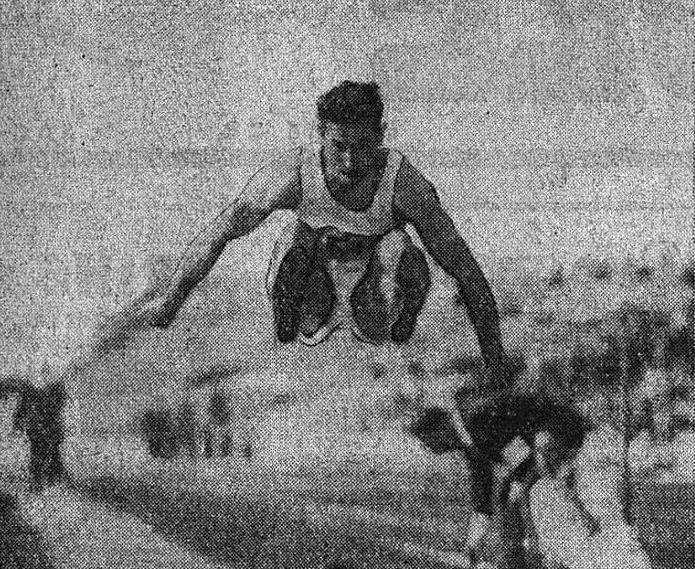
Europameister Wilhelm Leichum – hier bei den Europameisterschaften 1938

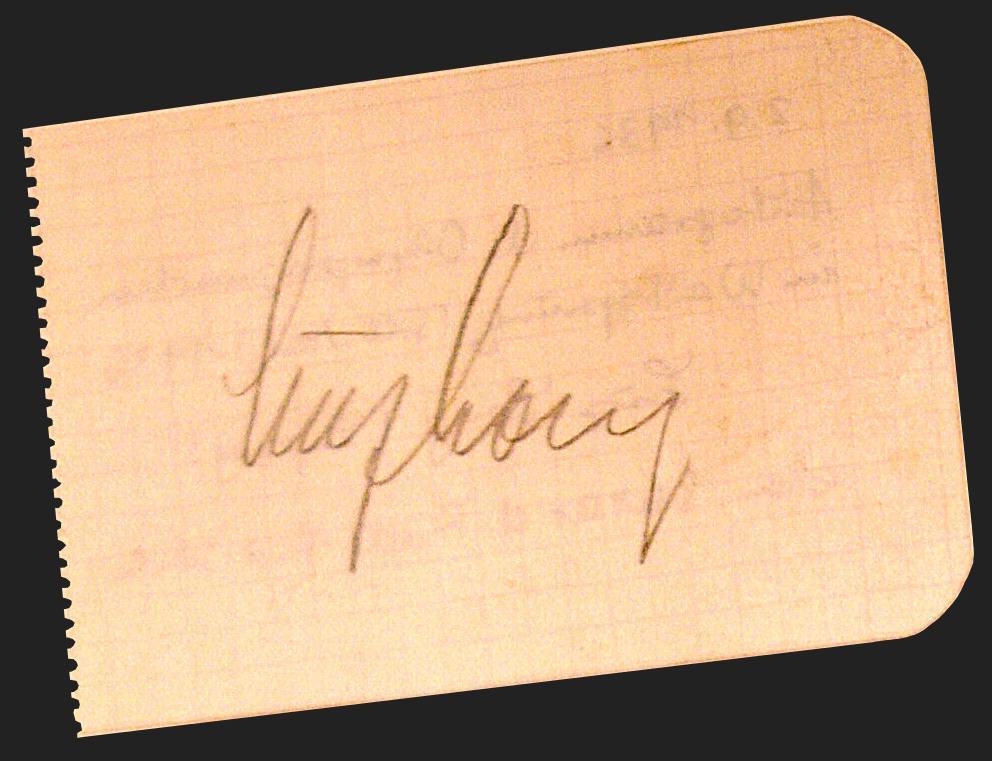
Autogramm des Bronzemedaillen-
gewinners Luz Long

8. September 1934
| Platz | Name             | Nation             | Weite     |
| ----- | ---------------- | ------------------ | --------- |
| 1     | Wilhelm Leichum  | Deutsches Reich    | 7,45 m CR |
| 2     | Otto Berg        | Norwegen           | 7,31 m    |
| 3     | Luz Long         | Deutsches Reich    | 7,25 m    |
| 4     | Robert Paul      | Frankreich         | 7,16 m    |
| 5     | Arturo Maffei    | Königreich Italien | 7,12 m    |
| 6     | Henrik Koltai    | Ungarn             | 7,01 m    |
| 7     | Jean Studer      | Schweiz            | 6,84 m    |
| 8     | Sándor Dombóvári | Ungarn             | 6,80 m    |
| 9     | Ingvard Andersen | Dänemark           | 6,75 m    |
| 10    | Eric Svensson    | Schweden           | 6,73 m    |
| 11    | Nikolai Küttis   | Estland            | 6,71 m    |
| 12    | Henri Fejean     | Luxemburg          | 6,62 m    |
| 13    | Francesco Tabai  | Königreich Italien | 6,60 m    |
| 14    | Ludvík Kománek   | Tschechoslowakei   | 6,47 m    |
| 15    | François Mersch  | Luxemburg          | 6,38 m    |

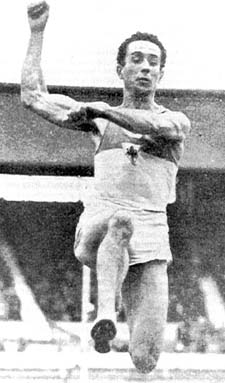
Arturo Maffei kam auf den fünften Platz
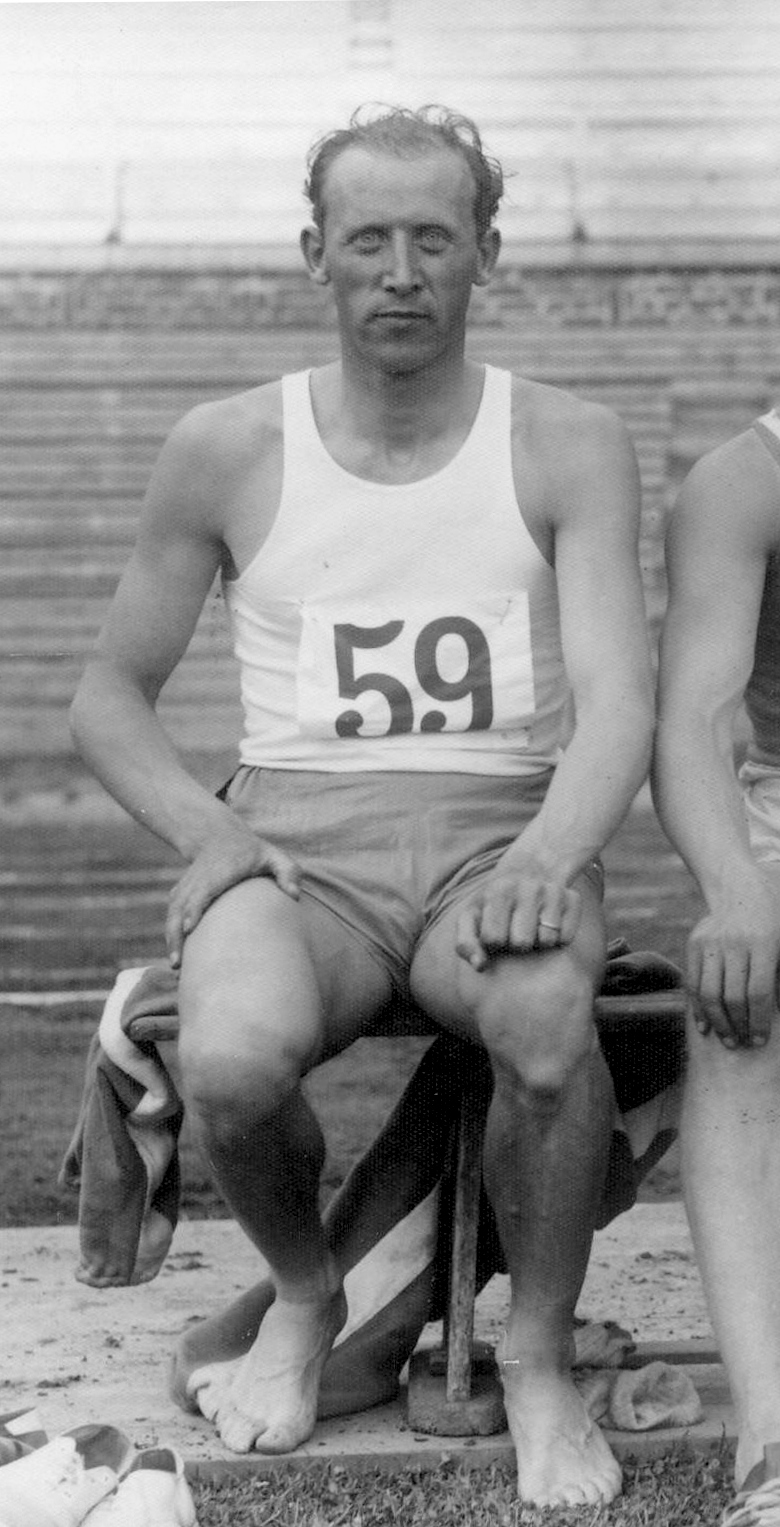
Eric Svensson wurde Zehnter